# Гончарик, Артём Петрович
Артём Петрович Гончарик (род. 13 апреля 1980, Минск) — белорусский футболист, нападающий и полузащитник. Мастер спорта Белоруссии.

## Биография
Воспитанник минской футбольной школы «Смена», первые тренеры — Сергей Владимирович Полещук, Виталий Борисович Белоблоцкий. Во второй половине 1990-х годов вместе с группой воспитанников «Смены» перешёл в борисовский БАТЭ, где поначалу играл за резервный состав. В начале карьеры также выступал в мини-футболе за клуб «Экономист» (Минск). В основном составе БАТЭ дебютировал в высшей лиге 18 июня 1998 года. Становился чемпионом страны 1999 и 2002 годов, серебряным призёром 1998 и 2000, бронзовым призёром 2001, финалистом Кубка Белоруссии 2001.
В 2003 году перешёл в «Белшину», выступившую в том сезоне без особого успеха. С 2004 года играл за солигорский «Шахтёр», провёл в клубе 4 сезона, сыграв около 100 матчей. Становился чемпионом Белоруссии (2005), бронзовым призёром (2004, 2006, 2007), обладателем (2004) и финалистом (2006) Кубка страны. В 2004 году с 14 забитыми голами стал лучшим снайпером своей команды и пятым в споре бомбардиров лиги, в этом же сезоне включён в список 22-х лучших футболистов Белоруссии. В составе БАТЭ и «Шахтёра» принимал участие в матчах еврокубков.
В 2008 году перешёл в «Витебск», где провёл полтора сезона, затем полсезона играл за «Гранит» (Микашевичи). Сезон 2010 года начал в клубе первой лиги «Гомель», а летом перешёл в игравший в высшей лиге «Неман» (Гродно), но в обоих клубах не был игроком стартового состава. В 2011 году выступал за «Партизан» (Минск), ставший серебряным призёром первой лиги, но тоже по большей части выходил на замены. По окончании сезона 2011 года, в 31-летнем возрасте завершил профессиональную карьеру. Однако спустя несколько лет вернулся на поле и в 2018 году сыграл 9 матчей во второй лиге за «Молодечно», также работал в этом клубе спортивным директором.
Всего в высшей лиге Белоруссии сыграл 248 матчей и забил 74 гола. Во всех турнирах высшего уровня за карьеру забил 86 голов.
Сыграл один матч за молодёжную сборную Белоруссии.